# Стварна титула
Стварна титула (енгл. Substantive title) краљевска или племићка је титула која најчешће има само једног носиоца. Може се стећи насљедством или добити по заслузи.
Она је супротност титулама које носе кадети, титулама учтивости које користе директни насљедници и титулама које носе супружници монарха.
У британском перству титуле се додјељују само једном појединцу. Перов најстарији син и насљедник, или најстарији унук по мушкој линији и насљедник, могу користити помоћну титулу пера (ако има грофовски или виши ранг) као титулу учтивости. До 1999, насљедник је могао бити позиван у Дом лордова од стране монарха на основу своје помоћне титуле у виду налога убрзања (енгл. Writ of acceleration).
Титуле престолонасљедника се такође третирају као стварне титуле. Ту се убрајају холандски принц од Оранжа, белгијски војвода од Брабанта, шпански принц од Астурије, британски принц од Велса, дански престолонасљедник, луксембуршки насљедни велики војвода и моначански и лихтенштајнски насљедни кнежеви.